# Interleucina 10
La interleucina 10 (IL-10), anteriorment coneguda com a factor inhibidor de la síntesi de citocines (CSIF, de l’anglès Citokine Synthesis Inhibitory Factor), és una citocina antiinflamatòria especialitzada a inhibir l'activació dels limfòcits T, els monòcits i els macròfags, aturant així la seva síntesi de mediadors proinflamatoris.
Aquesta citocina pertany a la família de les citocines IL-10, formada per 8 membres més: IL-19, IL-20, IL-22, IL-24, IL-26, IL-28A, IL-28B i IL-29. Tots els membres comparteixen la característica de ser capaces d’activar la via de JAK/STAT, la qual els hi permet inhibir la síntesi de diverses citocines (com IL-1α, IL-1β, IL-6, IL-10, IL-12 o IL-18).
Tots els membres de la família de les citocines IL-10, juntament amb els interferons, formen la família de les citocines de classe II.

## Estructura i síntesi
La IL-10 és una proteïna formada per un homodímer constituït per 2 monòmers de 160 aminoàcids no units covalentment entre si i cadascun amb una estructura molt similar a la de l'interferó gamma (IFN-γ), consistent en un plegament en forma d'hèlix α amb 6 hèlixs a cada monòmer.
Aquesta proteïna ve codificada en el gen IL10, ubicat a la banda 32.1 del braç que del cromosoma 1, que consta de 5 exons i 4 introns. L'expressió d'aquesta es dona especialment a les cèl·lules pertanyents a la immunitat innata, sobretot a macròfags i cèl·lules dendrítiques.
La síntesi d'IL-10 es produeix per l'activació de diverses vies de senyalització a conseqüència de l'activació dels receptors de reconeixement de patrons (PRR, de l'anglès Pattern Recognition Receptor), els quals són capaços de reconèixer els diferents PAMP i DAMP del medi. El PRR més comú implicat en la síntesi d'IL-10 és el TLR (Toll-Like Receptor), el qual en activar-se és capaç d'induir l'entrada al nucli de factors de transcripció com NF-κB per tal d'estimular la transcripció de diverses citocines.

## Funció biològica
IL-10 té un paper molt rellevant en les etapes finals de la inflamació, ja que és capaç de limitar i exhaurir la resposta inflamatòria desencadenada pel sistema immune en resposta a un estímul nociu per tal de mantenir l'homeòstasi i la integritat tissular, facilitant el procés de reparació dels teixits danyats per aquest mateix estímul i prevenint que pugui haver-hi un dany tissular major a conseqüència de la inflamació. A més, és la responsable d'evitar que pugui aparèixer una inflamació crònica a conseqüència de què perdurin en el temps certs mecanismes relacionats amb la inflamació sistèmica (com la resposta de fase aguda, per exemple).
Això ho pot fer especialment gràcies al seu paper en la regulació del creixement i la diferenciació de diferents tipus de cèl·lules del sistema immune, tant innat com adquirit, com per exemple els limfòcits NK, els T i els B, els mastòcits, els granulòcits o les cèl·lules dendrítiques. A més, s'ha vist que presenta un paper especialment rellevant en la regulació de la diferenciació dels limfòcits T reguladors (Tregs), un tipus de limfòcits especialitzats a regular l'activitat de les diferents cèl·lules immunitàries per tal d'evitar una resposta inflamatòria descontrolada.
Aquesta capacitat d'IL-10 de regular a la baixa la resposta inflamatòries es deu fonamentalment al fet que és capaç d'inhibir la síntesi de la gran majoria de quimiocines solubles relacionades amb la inflamació, ja pot ser mitjançant una inhibició de la seva transcripció, una desestabilització del seu ARN missatger o mitjançant altres mecanismes de regulació posttranscripcional.
Per poder fer això, IL-10 primer ha de ser captada per algun dels seus receptors especifics: IL-10R1 o IL-10R2 (CRF2-4). Aquests poden activar respectivament a les cinases JAK o Tyk2, les quals són capaces de fosforilar a diferents proteïnes de la família STAT (fonamentalment STAT3, però També STAT1 i STAT5). Això provoca la dimerització d'aquestes proteïnes i la seva posterior entrada al nucli, on podran actuar com a factors de transcripció per estimular la síntesi de diversos mediadors antiinflamatoris i reguladors negatius de la inflamació.